# 1995 QC3
1995 QC3 är en asteroid i huvudbältet som upptäcktes den 31 augusti 1995 av den japanska astronomen Takao Kobayashi vid Ōizumi-observatoriet.